# Triftern
Triftern é um município da Alemanha, situado no distrito de Rottal-Inn, no estado da Baviera. Tem 62,25 km² de área, e sua população em 2019 foi estimada em 5.211 habitantes.